# Vibidia duodecimguttata
Vibidia duodecimguttata este o specie de buburuză care aparține familiei Coccinellidae și subfamiliei Coccinellinae.

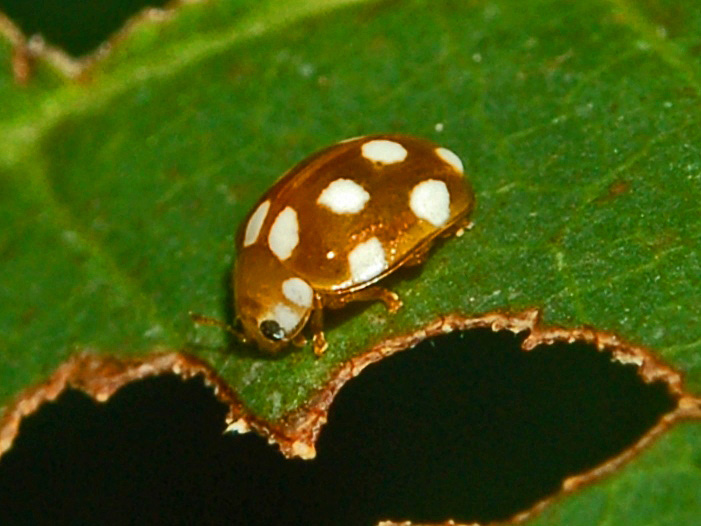
Vibidia duodecimguttata - lateral view

Este prezentă în mare parte a Europei,  în partea de est a ecozonei palearctice și în Orientul Apropiat.
Capul este galben-maroniu, la fel și spatele, având douăsprezece puncte (șase pe fiecare elitră).
Adulții cresc până la 4 mm lungime și pot fi găsiți din aprilie până în septembrie.
Această specie este micofagă, hrănindu-se în mare parte cu mucegaiuri pulvurente (din genul Oidium), care reprezintă boli pentru copaci (including stejarul și alunul).